# Stazione di Prato-Tires
La stazione di Prato-Tires (in tedesco Bahnhof Blumau-Tiers) è una stazione ferroviaria senza traffico posta sulla linea Brennero-Bolzano. Serviva il centro abitato di Prato all'Isarco (frazione del comune di Fiè allo Sciliar) e il limitrofo comune di Tires, entrambi in Alto Adige.

## Storia
L'edificio fu progettato da Wilhelm Ritter von Flattich. Sebbene i lavori di ridefinizione del tracciato della linea del Brennero - conclusi nel 1999 - l'avessero mantenuta nel nuovo percorso (esattamente tra le gallerie Cardano e Sciliar), da allora la stazione di Prato-Tires è senza traffico. Contestualmente all'apertura della nuova linea, alcuni edifici accessori sono stati demoliti.

## Strutture e impianti
Il fabbricato viaggiatori ospita al pianterreno il centro di comando e controllo delle due gallerie adiacenti ed è sporadicamente presenziato da un dirigente movimento. Il secondo piano è diviso in due appartamenti ad uso di dipendenti delle Ferrovie dello Stato Italiane.